# Herald Reef
Koordinaten: 65° 11′ 24″ S, 64° 11′ 11″ W
Das Herald Reef (englisch für Heroldsriff, in Chile Arrecife Baeza ‚Baeza-Riff‘) ist ein Riff vor der Westküste der Antarktischen Halbinsel. Es liegt 1,5 km südwestlich der Petermann-Insel an der Nordseite der French Passage im Wilhelm-Archipel.
Erstmals kartiert wurde die Formation bei der Fünften Französischen Antarktisexpedition (1908–1910) unter der Leitung des Polarforschers Jean-Baptiste Charcot. Das UK Antarctic Place-Names Committee benannte das Riff 1959 so, weil es von Osten den Beginn der French Passage ankündigt. Namensgeber der chilenischen Benennung ist Jorge Baeza Concha, stellvertretender Kommandant an Bord der Piloto Pardo bei der 15. Chilenischen Antarktisexpedition (1960–1961).